# 品位 (鉱業)
品位（ひんい）とは、鉱石中に含まれる目的の鉱物・金属の含有率を示す値で、一般に鉱石1トン中に含まれるグラム数で表される。
含有率をppmで表した場合と同じ数字を示すことになる。
日本唯一にして最大の金鉱山である菱刈鉱山は平均で40g/tと非常に高い値を持つ。